# Iasmos

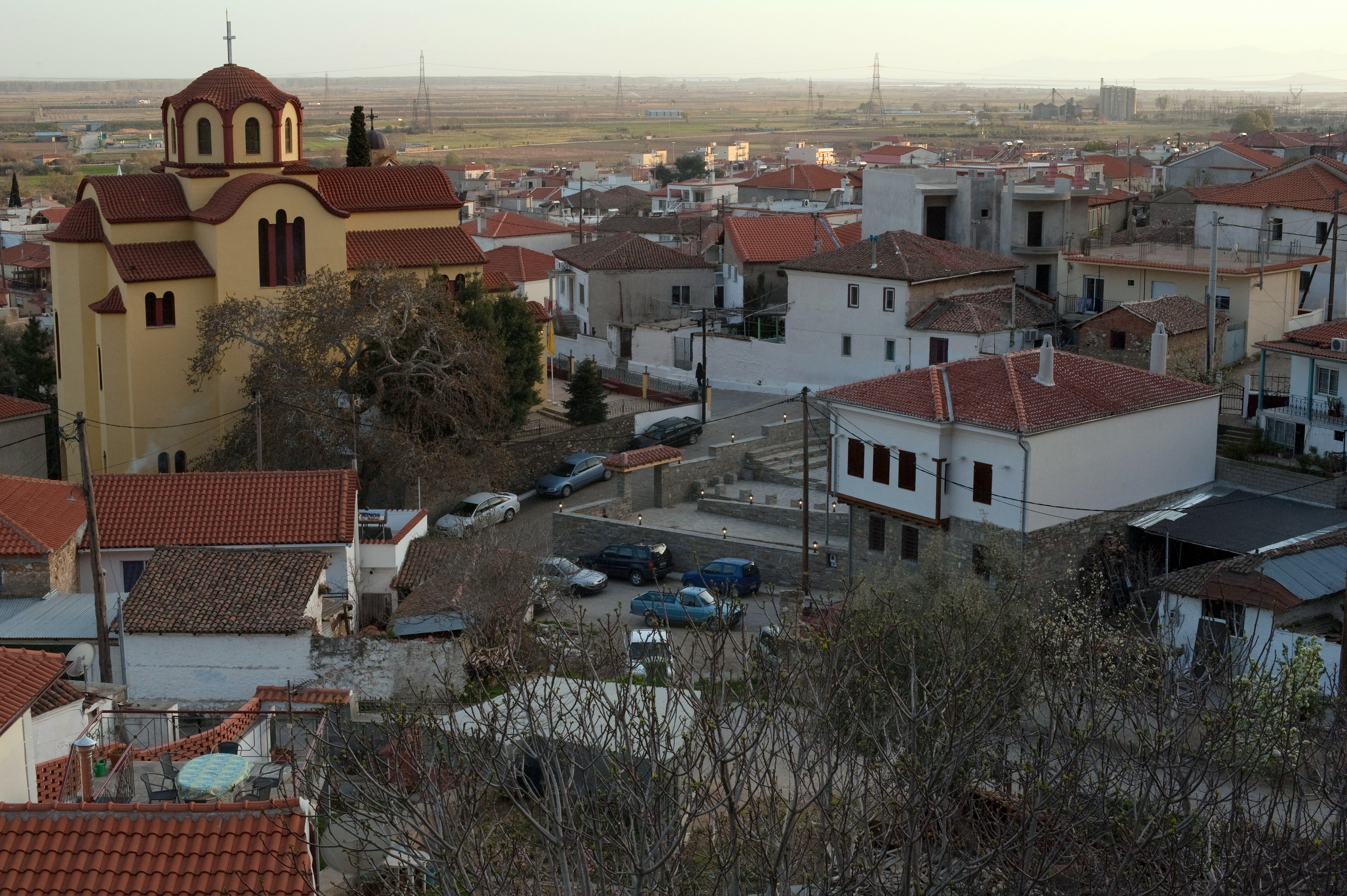
Iasmos

Iasmos (Grieks: Ίασμος) is sinds 2011 een fusiegemeente in de Griekse bestuurlijke regio (periferia) Oost-Macedonië en Thracië.
De drie deelgemeenten (dimotiki enotita) van de fusiegemeente zijn:
- Amaxades (Αμαξάδες)
- Iasmos (Ίασμος)
- Sostis (Σώστης)